# Дутлија
Дутлија или Горен (грч. Ελαιώνας, Елеонас) је насељено место у општини Сер у периферији Средишња Македонија, Грчка. Према попису из 2021. године било је 338 становника.
Према бугарском географу и историчару, Василу Канчову, у Дутлију је 1900. године живело 430 Словена хришћана. Током Другог балканског рата село је настрадало и већи део мештана је избегао, тако је после рата остало 110 житеља. Број становника се повећао 1920. године јер се део избеглих мештана вратио. Године 1924. принудно је исељено 59 мештана а насељена је једна грчка избегличка породица са пет чланова. На попису из 1928. године Дутлија је имао 317 становника. Македонски историчар Тодор Симовски, 1998. године наводи да је Дутлија словенско насеље.